# Cyanotis ganganensis
Cyanotis ganganensis là một loài thực vật có hoa trong họ Commelinaceae. Loài này được Schnell mô tả khoa học đầu tiên năm 1957.